# قبضة الأحرار
قبضة الأحرار هو مسلسل درامي فلسطيني يتميز بتقديمه لقصص حقيقية وقعت في قطاع غزة، ويتألف من 30 حلقة، مدة الواحدة 40 دقيقة، كل حلقة تحكي قصة معينة.

## قصة المسلسل
المسلسل يستند إلى قصص حقيقية، تبرز ما يطلق عليه «صراع الأدمغة» بين المقاومة وأجهزة استخبارات الاحتلال الإسرائيلي. ويحاكي المسلسل قصة واقعية حدثت شرق محافظة خان يونس جنوب القطاع قبل ثلاثة أعوام.
ويتناول المسلسل محاولات الصهيونية الحديثة لاختراق قطاع غزة عن طريق تسلل بعض المستعربين وعملاء وجواسيس جهاز الأمن الداخلي الإسرائيلي «الشاباك» إلى القطاع لتنفيذ مهام متنوعة من اغتيالات وتعقب وتجسس. ويستعرض «قبضة الأحرار» جهود المقاومة المستمرة في مواجهة هذه المحاولات والتي تستند إلى إدارة علمية وهيكل قيادي متدرج يؤكد حرص المقاومة على حماية الشعب الفلسطيني، وتنجح في كشف عدد كبير من المخطّطات قبل تنفيذها في أماكن مختلفة، وأوقات مختلفة ايضا.
كما صرح الممثل الفلسطيني رشاد أبو سخيلة لوكالة «سبوتنيك» بأن المسلسل يأتي في إطار «الرد على مستوى الدراما على ما طرحه المسلسل الإسرائيلي فوضى، الذي حاول أن يجرّح الشعب الفلسطيني، ويظهر اختراقات استخباراتية إسرائيلية داخل المجتمع الفلسطيني».

## أحداث المسلسل
تدور أحداث المسلسل بين المقاومة وقوات الاحتلال، وكيف يتم توظيف العملاء الفلسطينيين في قطاع غزة لصالح دولة الاحتلال، وإغرائهم بالمقابل المادي أو الخروج من غزة للعلاج، بالإضافة إلى إرسال عملاء مستعربين إسرائيليين بمساعدة عملاء فلسطينيين. وتقوم المقاومة بمطاردة العملاء في القطاع، حيث يكون بعضهم أقارب للمقاومين، ويتم التخلص منهم بقتلهم أثناء مداهمات، كما تبين مشاهد تمثيلية كيفية التشويش على الرادارات الجوية التابعة لجيش الاحتلال قبل البدء بالعمليات، مع وجود مشاهد من غرفة عمليات للشاباك «تمثيلية»، ويعرض المسلسل مشاهد تمثيلية داخل الأنفاق ومشاهد لعملية تصنيع الأسلحة، لكنه لم يتم ذكر أي من الدول العربية أو رؤسائها في المسلسل، أو المصادر التي تحصل منها المقاومة على الأسلحة، إضافة الى عدم التطرق لأمور سياسية محلية في الداخل الفلسطيني أو قضايا إقليمية.
حصل المسلسل على عدة جوائز في فلسطين والجزائر، منها:
- جائزة أفضل مسلسل درامي في مهرجان القدس الدولي للإعلام
- جائزة تقديرية من جمعية البركة الجزائرية للفنانين المشاركين في المسلسل

## القنوات الناقلة
تم بث مسلسل «قبضة الأحرار» على عدة قنوات ومنصات، (أكثر من 32 قناة عربية) بما في ذلك:
- قناة المنار.[15]
- قناة الأقصى الفضائية.
- قناة القدس اليوم.
- قناة وطن.[16]
- قناة رؤيا.
- قناة اليرموك الفضائية.
- قناة الفجر.
- راجعين.
- منصة Palestinian Drama.[17]
- قناة درر.

وفقاً للمخرج فإن المسلسل «قد تم ترجمته إلى اللغة الانجليزية وقد تم أيضاً دبلجته باللغة التركية والمسلسل أصبح متاحا لكل القنوات التي ترغب في بثه،  ويتوفر حالياً لمن يريد مشاهدته عبر منصة الدراما الفلسطينية على التيليجرام والديليموشن».